# Kolonos
Kolonos – w starożytności demos położony w Attyce, około 3 kilometry na północny wschód od Aten; współcześnie niewielkie wzgórze.
Kolonos podaje się jako miejsce urodzenia Sofoklesa.